# あほやねん!すきやねん!
『あほやねん!すきやねん!』は、NHK大阪放送局の総合テレビで放送していた若者向け情報バラエティ番組。略称名は「あほすき」。

## 概要
NHK大阪放送局ではそれまで、夕方の時間帯に主婦層を対象とした生活情報中心の番組を放送してきた。これを大きく転換し、NHK全体が若者向け番組を増やした影響もあり、10代の中学生・高校生にターゲットに絞った番組としてこの番組が開始された。大阪局が夕方に若者向けの帯番組を制作するのは初めてである。
番組に寄せられた10代の視聴者からの声をもとに、悩み相談などの企画を放送。これをベースにして、2007年度に放送されていた『GO!GO!KAN-POP はばたけ関西ポップス』の内容も取り入れ、さまざまなバラエティ企画を日替わりで放送している。バラエティ番組ではあるものの、夕方の地域情報番組という位置づけ上、番組内では2009年度まで『NHKニュース』による中断や気象情報も放送され、番組全体の約3割がこれに充てられていた。なお、関西ローカルの帯ワイド番組が月-金曜の週5日制になるのは、「もっともっと関西」の初年度である2006年度末（2007年3月）以来1年ぶりである。
2010年度、人事異動に伴う司会者交代もあり全面リニューアルし、番組開始当初から出演しているジャルジャル、スマイルと金曜レギュラーの上中丈弥、参・忍者を除きレギュラー陣を大幅に入れ替えた。全国ニュース・ローカルニュース・気象情報も独立させ、そのうちニュースは番組開始前に、気象情報は番組終了後に放送。これにより放送開始時刻はそれまでより20分繰り下げ、終了時刻も3分繰り上げとなった。また、テレビジョン放送の完全デジタル化が迫っていたこともあり、地上アナログ放送では画角16:9のレターボックス放送に移行した。2012年度は直前の関西のニュースを18時台に移動させる形で放送時間を5分繰り上げ拡大する。
番組は原則としてNHK大阪放送局1階にある「BKプラザスタジオ」からの公開生放送。見学する場合はだれでも応募できるというわけではなく、事前にNHKネットクラブに入会の上、なおかつ番組限定のファンクラブである「あほ!すき!ファンクラブ」にも入会する必要がある（入会費・年会費とも無料）。
2012年までの月-木曜日の放送は基本的に先着順自由見学であったが、ゲストの人気などによりそれを越えるような混雑が予想される場合は整理券を配布し入場を制限する場合があった。なおプラザスタジオはこの番組の開始を期に、スタジオ設備がハイビジョン化された。
放送中に番組公式Twitterに寄せられたつぶやきを画面下部で随時紹介している（2011年 - 2013年3月は水曜・木曜・金曜）。
2010年7月12日-23日は本来行われる予定だった大相撲名古屋場所の生中継が行われないことが決まったため、急きょ7月13日にジェロを迎えた公開放送を行った以外は、『夏の総集編スペシャル』を非公開放送で行った。
また2010年度の放送は2011年3月11日で終了（3月14日の週から2週間は本来大相撲春場所と選抜高校野球の中継が行われることになっていたため）することになっていたが、放送直前に発生した東日本大震災による「8波全中」の緊急災害報道が行われたため、3月10日が実質最後となった。この後も災害報道の影響で2011年度の放送が当初の3月28日から5月23日と2か月近く延期された。
2013年4月1日より、『ゆうどきネットワーク』が関西エリアでも放送されることになった（ただし、2012年度までとは異なり、毎週金曜日は大阪放送局からの全国放送となった）ため、これに伴って、当番組は『週末応援ナビ☆あほやねん!すきやねん!』（しゅうまつおうえんナビ☆あほやねん!すきやねん!）に改題して、毎週土曜昼前枠の115分番組に変更となった。形式としては、これまで放送していた『ぐるっと関西おひるまえ』の土曜版で取り上げた週末の行楽・イベント情報や全国の気象情報（11:53-54ごろから番組終了まで。ただし当番組では東京からのネットは原則として行わず、大阪局で全国分も補完して放送する）を内包・統合したものとなる。これに伴い、土曜朝から昼にかけての関西ローカルの情報番組である『せやねん!』（毎日放送）・『あさパラ!』（読売テレビ）・『見知らぬ関西新発見!みしらん』（朝日放送・2013年9月まで）と競合することになった。
2014年度は、10時台は前日20時からの番組の再放送枠となり、10:50からの70分番組に短縮された。ただし前夜の番組が東京制作の全国ネット番組の場合は再放送がなく、当番組は10:05からの特別版となる。2015年度からは『学校再発見バラエティ あほやねん すきやねん』（がっこうさいはっけんバラエティ あほやねん すきやねん）に改題し、より学校の魅力を再発見し、応援していく内容にリニューアルされた。番組タイトルの表記について、2015年度は番組ホームページなどでは番組タイトルの「!」がなくなったが、地上デジタル放送のEPGには引き続き『学校再発見バラエティー あほやねん!すきやねん!』と表記されている。新聞の番組欄には「学校応援のあほすき!」と表記されている。
2016年3月19日で放送終了。学生たちと共に作っていくという番組のコンセプトは、4月10日に放送開始した『じもてぃ愛情マップ みんな すきやねん!』に引き継がれ、銀シャリ、向井康二・大西流星（関西ジャニーズJr.）、オオヌキタクトが引き続き出演する。

### あほ!すき!ファンクラブ
NHKネットクラブ（会費無料　NHK受信契約者が対象）に入会した上で、番組公式ホームページの入会申し込みフォームから入力すると、無料で番組内での会員限定アンケートやイベントに参加できたりBKプラザからの公開生放送、あるいは公開イベント（NHK大阪ホールや、それ以外の関西各地での公開生放送・イベントなど）への参加申し込み招待への応募が出来る。

## 放送時間

### あほやねん!すきやねん!
- 月曜日 - 金曜日（祝日を除く）： 17:05 - 17:57（2012年度）
第1回放送から2010年3月5日までの基本放送時間は、16:50 - 18:00。ただし、16:55 - 17:05に「NHKニュース」（全国ニュース）を挿入していたため、実際には17:05から本編を開始していた。
2010・2011年度の基本放送時間は、17:10 - 17:57。
大相撲中継・高校野球（春・夏）・五輪中継期間は基本的に休止。
国会中継が17時以後も続いている場合や、災害[12]や事件事故・政治関連などの緊急ニュースなどで「NHKニュース」や気象情報の放送時間を延長した場合には、コーナーの短縮・休止などで対応する。また生放送を中止する代わりに公開収録を行い、後日深夜に放送する場合もある。

### 週末応援ナビ☆あほやねん!すきやねん!→学校再発見バラエティー あほやねん すきやねん
- 土曜日 10:50 - 12:00
2013年度は 10:05 - 12:00だったが、2014年度以降は一部の週のみ10:05開始となった。
祝日、高校野球開催期間などの特別編成がある日は放送休止。
土曜日がその月の1日[13]に当たる場合は11:59まで（緊急警報放送試験放送を行うため）。

### ダイジェスト“あほ!すき!”
2009年度は、従来不定期に「増刊号」の形式で放送されてきたダイジェスト版を定期放送化し、前週に放送された内容をまとめていた。これは、編成替えで深夜に「増刊号」の枠を取りづらくなったことによる。
- 日曜日 0:50 - 1:33 （土曜日深夜）

### ワンセグ2
- 2009年度は、ワンセグ2の「ワンセグランチボックス」内（火曜日12:30 - 12:35）と同夜（水曜日0:10 - 0:15）に「ジャルジャルのフレフレ部活」のダイジェストが放送された。これは全国で視聴することができた。
- 2010年度は、ワンセグ2の「ワンセグランチボックス」内（月 - 金曜日12:55 - 13:00）に「目指せ!地デジ芸人ウーイェイ「うちは地デジに対応してるん?」のダイジェストが放送された。これは全国で視聴することができた。

## 出演者

### 番組終了時の出演者
総合司会
- 鎌苅健太[14]
- 近藤夏子[15]
- 銀シャリ（鰻和弘・橋本直）

進行
- 田代杏子（NHKアナウンサー）

レギュラー
- 重岡大毅（ジャニーズWEST）[16]
- 向井康二（関西ジャニーズJr.）[16]
- 大西流星（関西ジャニーズJr.、2015年4月4日 -）[17]

準レギュラー
- 早川信夫（NHK解説委員、隔週出演）
- 学天即（四条和也・奥田修二、「みんなで考えよう」担当で月一回出演）[18]
- 福本愛菜（「エンタメ」担当で隔週出演、2014年4月5日 -）[19]
- 谷口愛祐美（「ワンカット劇場」担当）[20]
- 三谷優依（「ワンカット劇場」担当）[20][21]
- 土方兄弟（あにやん・ヒロキ、「時事っち」コーナーアシスタント→「10分一本勝負」リポーターとして隔週出演）
- オオヌキタクト（「エンタメ」担当、2015年5月2日 -）

気象情報
- 吉村真希（気象予報士） - 『おはよう日本』内のローカル枠の気象情報（6:53）、『ウイークエンド関西』と兼任。

### 過去の出演者
- 中山功太 - 2008・2009年度総合司会
- 西堀裕美（NHKアナウンサー）- 初代全日アシスタント（第1回放送から2010年3月5日の生放送まで出演）
地元・大阪府出身で、出演当時は大阪局勤務。大阪弁を交えながら生放送を進行したこともあって、中山の命名による「ぼり姉（ぼりねえ）」の愛称で親しまれた。また、学生時代からの趣味である ドラムの腕前を、生放送中に披露したこともある。『あさイチ』起用による東京アナウンス室への異動で降板。ちなみに、西堀降板後の担当アナは臨時で担当した秋鹿真人を含めて全員関西以外の出身である（2012年5月現在）。
- U.K. - 2008年度金曜日MC
- 宇都宮まき - 2008年度木・金曜日レギュラー
- 露の団姫 - 2008年度木曜日レギュラー
- すっちー - 2008年度金曜日レギュラー
- 増田俊郎（ミュージシャン）-2008年度金曜日「あほ!すき!バンド道場」審査員長（準レギュラー）
- 上柴とおる（音楽評論家）-2008年度金曜日「あほ!すき!バンド道場」審査員長（準レギュラー）
- 水越祐一 - 2008年度気象情報担当
- 笑福亭瓶成 - 2008年度・2009年4月金曜日中継リポーター
2009年4月24日放送の直近、不祥事により師匠の笑福亭鶴瓶から破門された上、所属していた事務所からも解雇されたため、自動降板。番組内では降板の事情等の説明や謝罪が一切なかったほか、公式サイトでも直ちに瓶成の名前が抹消された。
- のろし（けいち、鈴木ひろし） - 2009年度水曜日レギュラー
- 乙女カレッジ→7's Style（豊住恵里奈、須磨愛、川東眞央、長島瑞穂、小林美稀、曽川沙也伽、名越恵里奈） - 2009年度木曜日レギュラー
- イエンタ・ナインド - 2009年度金曜日中継レポーター
- 藤井まどか（NHK大阪放送局アナウンサー）- 2代目全日アシスタント（2010年3月29日から8月6日の生放送まで出演）。予告もなしに突然降板した上に、降板後も番組からの説明も一切なかった。
- 渡辺直美 - 2010年度木曜日総合司会
- 中田大智（当時関西ジャニーズJr.） - 2009年度・2010年度金曜日レギュラー（参・忍者として）
参・忍者の1人として出演していたが、2011年3月に音信不通となり関西ジャニーズJr.から脱退、2011年4月25日に窃盗容疑で逮捕された。これにより2011年度は1度も出演せずに自動降板となり、事件の報道後、公式サイトでも直ちに中田の名前が抹消された。
- 中村慶子（NHKアナウンサー）- 3代目全日アシスタント（2010年8月23日から2011年3月3日の生放送[22]まで出演）
- ウーマンラッシュアワー（村本大輔、中川パラダイス） - 2010年度・2011年度月曜日レギュラー
- 西川忠志 - 2010年度・2011年度火曜日隔週レギュラー
- 室龍規（当時関西ジャニーズJr.） - 2009年度 - 2011年度金曜日レギュラー（参・忍者として）
- 濵田崇裕（ジャニーズWEST） - 2009年度 - 2011年度金曜日レギュラー（参・忍者として）
- 高橋沙織（アルミカン） - 2010年度 - 2011年度金曜日中継レポーター
- ジャルジャル（後藤淳平、福徳秀介） - 2008年度火曜日レギュラー、2009年度月曜日レギュラー、2010年度 - 2012年度月曜日総合司会
- スマイル（瀬戸洋祐、ウーイェイよしたか） - 2008年度月曜日レギュラー、2009年度 - 2012年度火曜日レギュラー
- プリマ旦那（野村尚平、河野良祐） - 2012年度月曜日レギュラー
- 米原幸佑（RUN&GUN） - 2010年度月曜日レギュラー、2011年度・2012年度火曜日隔週レギュラー
- プリンセス金魚（大前亮将、高道淳史） - 2010年度 - 2012年度水曜日レギュラー
- ガリガリガリクソン - 2011年度・2012年度木曜日総合司会
- 稲垣早希→桜 稲垣早希 - 2010年度月曜日レギュラー、2011年度・2012年度木曜日レギュラー
- もっキラーズ☆（伊藤綾美、入矢麻衣、石神澪） - 2010年度 - 2012年度木曜日レギュラー
- 上中丈弥（THE イナズマ戦隊） - 2009年度 - 2012年度金曜日総合司会
- 荒木美和（NHKアナウンサー） - 4代目全日アシスタント（2011年4月から2012年3月まで）、2012年度は月曜日・木曜日・金曜日アシスタント、火曜日・水曜日ナレーション
- GAG少年楽団（坂本純一・宮戸洋行・福井俊太郎） - 2013年度「キャンすごっ」リポーターとして月一回程度出演（2014年3月8日で卒業）
- 滝口ミラ - 2013年度「ラブっち」として月一回程度出演（2014年3月8日で卒業）
- 川中美幸 - 2013年度・2014年度総合司会
- 金内柊真（当時関西ジャニーズJr.） - 2012年度金曜日レギュラー（BOYSとして）、2013年度・2014年度レギュラー[23]
- 半田あかり- 2012年度金曜日中継レポーター、2013年度・2014年度レギュラー

### 出演者の特記
- 第1回放送から司会を担当してきた中山は、2010年3月4日の生放送で事実上卒業。のろしも、同月3日の生放送を最後に、レギュラーを降板した。
- 2008年度の木曜日レギュラーを務めた、乙女カレッジの7名が、2009年4月から"7's Style（セブンス・スタイル）"として、豊住（通称「えり姉」）をリーダーに番組内でユニットが結成・命名された。2010年3月4日の生放送で番組を卒業するとともに、ユニットとしての活動を終了した[24]。なお番組では、卒業記念作品として、オリジナル曲「虹の破片」のCDを枚数限定で制作し、希望者に配布している。
- 2010年度から2012年度まで木曜日レギュラーを務めた、もっキラーズ☆は、関西で活動する女性若手タレントの番組内ユニット。2010年度、オリジナル曲「EGOIST」を制作し、関西で行われたいくつかのアイドルイベントに出演の他、同12月、東京で開催された地方アイドルNo.1決定戦「U.M.U AWARD 2010」に大阪府代表として出場。また2011年6月5日放送の『さんまのSUPERからくりTV』（TBS系）の「第8回かえうた王決定戦!! 芸能人かえうた王 新人予選」に出演。

## 企画

### 2015年度
- ぶらぼ〜キャンパス
  - 「キャンすごっ」の後継企画。関西各地の大学のキャンパスや学生街を訪ね歩き、“ブラボーなもの”を探し出す。2014年度は銀シャリ・学天即・近藤夏子が担当したが、2015年度は銀シャリのみが引き続き担当。ただし、銀シャリがロケに行けない時には、ヨーロッパ企画が制作した紙人形の「ちびシャリ」が代わりに登場する。[25]
- 教科書探求団
  - 重岡・向井・大西が教科書に書かれている一行にとことんこだわって探求する。
- ワンカット劇場
  - 「あかり団長の君にエールを!GOLD」の後継企画。谷口と三谷が、クラブ活動などを生中継風にワンカットで紹介するVTR企画。
- いっしょに考えよう
  - 視聴者から寄せられた疑問を学天即が一緒になって考えていく。
- 10分一本勝負
  - 土方兄弟が関西各地の中学・高校を訪ね、スゴイ部活動や学校の取り組みを紹介していく生中継企画。
- なっちゃんのいちにち転校生
  - 近藤が学校に一日体験入学する。
- エンタメ
  - 若者たちにおすすめしたい本・映画・アートなどを紹介するコーナー。大阪市立中央図書館司書やオオヌキタクトなど、推薦者はジャンルごとに週替わりで登場。
- 近藤夏子のSONG FOR YOU（不定期）
  - 近藤が視聴者からの依頼に応え、歌を作る。
- 気象情報（全国・近畿　いずれも大阪局独自内容）

### 2014年度

#### レギュラー企画
- ASQ（AHOSUKI QUESTION）

#### 週替わり企画
- 近藤夏子の関ナビ（隔週）
  - 近藤夏子が関西で女の子が楽しめる情報を届ける。
- 関西ジャニーズのスゴ技チャレンジ
  - 関西ジャニーズが生活に役立つスゴ技にチャレンジする。
- あかり団長の君にエールを!GOLD
  - 半田あかりが関西の中学・高校を訪れて、将来の有望な才能を持つ中高生を応援する。
- 美幸ドットコム
  - 川中美幸が視聴者からの悩みに答えたり、イチオシ情報を届ける。
- 恋愛調査隊 ラブっちNeo
  - ラブっちが高校生たちの恋愛事情を調査する。
- 早川信夫の時事っち
  - 早川解説委員が学生の知っておきたい時事用語をクイズを交えて解説する。
- 近藤夏子のSONG FOR YOU

### 2013年度

#### レギュラー企画
- ASQ（AHOSUKI QUESTION）

#### 週替わり企画
- トップゲストのありがと3
  - 関西に所縁がある（関西地方出身、在住など）、あるいはNHK大阪放送局など関西管内各放送局が制作する番組に出演するタレントらを迎え、ゲストの素顔に迫り、また出演番組がある場合はその番組宣伝を行う番組のメインコーナー。
  - 基本的にはゲストは1名（組）であるが、歌や音楽関係のスタジオゲスト、あるいはコメントVTRゲストで複数人（組）が出演する場合もある。
- きょうの早昼ごはん
  - 関西各地の料理学校や学生の料理研究部員など、将来の料理人を目指す人たちが、簡単にできる昼ご飯のレシピーを提案する。
- あかり団長の君にエールを!GOLD
- 恋愛調査隊 ラブっちNeo
- 近藤夏子のSONG FOR YOU
- キャンすごっ（隔週）
  - 関西各地の大学のキャンパスにいる凄腕を持つ達人を取材する。
- あほ!すき!青春ドリル
  - 早川解説委員による青春ニュース解説。おおよそ「教育のエキスパート」「解説主幹」らしからぬ親しみのあるキャラで登場する。これまでコスプレ・でこぺちなどを披露している。

### 2012年度

#### レギュラー企画
- ASQ（AHOSUKI QUESTION）

#### 日替り企画
月曜日
- ジャル・ザ・スクープ
- 勝ち抜き笑リング
- バイト☆もりもり

火曜日
- 学生街ええとこマップ キャンなび
- 鎌苅シェフのキャンめし!
- お客様相談室〜厳しいことをいうようですが!〜
- ケンケン・コウスケと遊ぼう!

水曜日
- 勘違いイケメン大前と行くDEEPデート
- 近藤夏子のSONG FOR YOU
- 突撃ブラボー☆ラボ
- あなたまの女子力UP大作戦

木曜日
- GO!GO!ガリガリ団
- おたすけアイドル もっキラーズ☆
- スター稲垣の恋コロ
- あやみんの大根バンザイ！

金曜日
- 青春ドッキドキ相談室
- 生中継 応援団長あかりの君にエール!
- 乙女ゴコロ♥BEST10
- BOYSのアゲ↑インフォメーション
- オレらの一押し これしかないでSHOW
- HAPPYおとこ飯+
- 金曜エンタメ塾

### 2010年度・2011年度
月曜日
- 人生指南 ザ・SETSU
- 素朴なギモン調べ隊
- ウーマンラッシュアワーのどっちっち!?（不定期）
- イケメン刑事（でか）（不定期）
- 開門!コトバ塾

火曜日
- コイウタ選手権
- ツブヤイったー
- 熱血!西川先生ぃぃぃぃ!（不定期）

水曜日
- ドリームキャッチャー
- キュートマニア
- あほすき MUSIC RANKING
- HIROT'S SELECTION（不定期）
- 近藤夏子オープニング・エンディング生ライブ

木曜日
- 乙女カレッジⅡ オトカレッ!!
- オトカレッ!LABOⅡ
- 渡辺直美と3人娘のなりきりシスターズ

金曜日
- Jの男道（おとこみち）
- 金曜エンタメ塾
- 男❤向上委員会
- 参・忍者のHAPPYおとこ飯
- サオリン隊長がいく! キラリン星みーっけ☆
- 特別企画 この人にズームin!
- オレらの一押し☆これしかないでSHOW! （不定期）

### 2009年度
月曜日
- フレ×2! 部活
- トークdeパー

火曜日
- 気になるカキコ 〜どーでもウーイェイ〜
番組に寄せられた疑問・質問を、スマイルが調査するもの。
- あほ!リーグ（2009年6月23日OAより）
- アホ写選手権
町で見つけた、ちょっと「アホ」な写真を投稿してもらい、紹介する。

水曜日
- GO!GO!母校
- のろしのHITパレード!（2009年10月7日OAより）
- 鈴木画伯の水曜美術館（水曜日）
番組が提示した人物の似顔絵で、のろしの鈴木と視聴者が対決するもの。

木曜日
- オープニングアクト
16:55までの5分間、歌とダンスで番組を盛り上げる。
- 乙女カレッジ!
18歳から13歳までの7人の女子が、“正しく強い”現代の乙女道を追求する。
- 教えて!せんぱ〜い
- おとカレッ!!LABO
- イケてる?写メンズ ドッキュンコ

金曜日
- Jの男道（おとこみち）
- 金曜エンタメ塾
- 男を磨け!Jr.の挑戦
- 生中継・イエンタの頑張れJ-BOYS&GIRLS

### 2008年度
月曜日
- スマイルの「神様 劇場」
番組のキャラクターであるパーゴローの写真の吹き出しへの一言を投稿で募集して「面白い」写真にしようというコーナー

火曜日
- やるバイトQ
ジャルジャルが巷の様々なアルバイトに挑戦し、そこからクイズを出題、中山と観覧者が解答する。
- ジャルジャルのかかってこんかい!
- ジャルジャルの「全否定です!!!」
ジャルジャルが疑問に思う最近の若者文化を取り上げる。

木曜日
- 恋のレッスン1!2!3!
- 放課後シンデレラ
- 男と女のどっちがあほやねん!、男と女のそんなの受け入れラレンキング（交替）
- 木曜胸キュン王子様

金曜日
- KAN-POP HYPER
- あほ!すき!バンド道場
- 瓶成の平成生まれに挑戦!（2009年4月17日まで、前述の事情に伴い打ち切り）

## 特別番組
功太・ジャルジャルのとりあえずやってみます
- 放送日時：2008年2月23日 17:05-17:59
- 内容：本放送に先駆けてパイロット番組を放送。出演者は中山・ジャルジャル・西堀アナ。日替わり企画「誰でもクリニック」を中心に、「GO!GO!母校」の試行企画として、中山が母校の大阪府立阿倍野高等学校を西堀アナと共に訪問した。

あほやねん!すきやねん!増刊号
- 放送日時：2008年4月20日 2:55-3:40 （19日深夜）
- 内容：「かんさいミッドナイトセレクション」枠で、番組開始より3週間分のダイジェスト版を放送。4月29日の15:05-15:49にも再放送された。この増刊号のみハイビジョン製作ではない。

あほやねん!すきやねん!全員集合!スペシャル
- 放送日時：2008年5月4日 14:15-15:00
- 内容：
  - この日は通常のBKプラザのオープンスタジオではなく、当日開催されていた「NHK大阪春のふれあい広場・BKワンダーランド」の特設ステージから生放送された。水越を除く全曜日の出演者が勢揃いし、レギュラーコーナーのスペシャル版を行った。
  - また生放送に先駆けて、13:30-14:15には中山・スマイル・ジャルジャル・のろし・団姫によるスペシャルライブが行われた（U.K.が司会）。

あほやねん!すきやねん!夏の増刊号
- 放送日時：2008年8月25日 0:20-1:05 （24日深夜）
- 内容：「GO!GO!母校」の総集編。

あほやねん!すきやねん!全員集合スペシャル
放送日時：2008年11月1日 15:05-16:00
関西発あほ!すき!増刊号
- 放送日時：2008年11月2日（1日深夜） 0:55-1:15（関西）、2:05-2:25（関西以外）
- 内容：
  - 「フレ×2!部活」の総集編。
  - この期間は毎年、「関西ウィーク」と題し、関西各局制作の番組が全国へ向け集中的に放送されており、開始以来初めて全国放送された。
  - なお「全員集合スペシャル」については、当時ytvが裏でプロ野球・日本シリーズ編成により、中山出演のレギュラー番組を繰り上げ放送していたため、NHK側で中山の出番調整に苦しんだ。このため、番組は西堀アナと金曜進行役のU.K.が実質メインで進めた。

あほ!すき!神戸・大阪めっちゃカワイイSP
- 放送日時：2008年12月28日 17:30-18:45（18:00-18:10に全国ニュースを内包）
- 内容：
  - 実質的な年末スペシャル。「東京カワイイ★TV」に対抗して、神戸・大阪独自の最新ファッションムーブメントを紹介した。
  - この日は公開放送ではなく、大阪放送局T2スタジオからの放送で、また通常放送している「NHK海外ネットワーク」を差し替えての放送だった（振り替え放送もなし）。

あほ!すき!新春増刊号
- 放送日時：2009年1月5日-7日・9日 17:35-17:58および1月17日 0:10-0:33 （16日深夜）
- 内容：
  - この週は通常の放送を休止し、各曜日ごとの企画の総集編を放送した。
  - なお、普段内包している関西のニュースは17:05-17:10に、気象情報は17:58-18:00に放送。また16:50-16:55はNHKプレマップを、17:10-17:35は「こんなステキなにっぽんが」を放送して対応した。

あほやねん!すきやねん!春の増刊号スペシャル
- 放送日時：2009年3月9日-13日 17:35-17:58
- 内容：この週は通常の放送を休止し、各曜日ごとの企画の総集編を放送した。

あほやねん!すきやねん!情熱満開Gun!Gun!Live!
- 放送日時：2010年5月5日（4日深夜）0:15-1:25（関西）、6月28日（27日深夜）3:05-4:13（関西以外）、7月10日 16:40-17:58（完全版・関西）
- 内容：NHK大阪ホールでのイベントの模様を放送。

あほやねん!すきやねん!あほすき男前祭
- （※放送延期→中止<延期なし>）
- 内容：
  - 2011年3月6日に公開で収録、あほすき男性レギュラー陣、中村アナ、ソーセージ、EXILE KIDS、ガガガSPが出演、2011年3月21日（20日深夜）24:00-24:54に放送予定だったが、東日本大震災の報道のため放送が延期となった。
  - その後も放送のめどがたたない状態が続いていたが、4月に参・忍者の中田の不祥事が発覚したことにより放送が不可能となり、お蔵入り（延期中止）となった。

いややねん!すきやねん!
- 放送日時：2011年7月30日（29日深夜）→新潟県・福島県での大雨水害対応特番のため8月6日（5日深夜）に延期
- 内容：
  - かみじょうたけし司会によるスピンオフ番組。待ち行く人に「いやなこと」についてアンケートをとり、それについて上田早苗、山本美希、荒木美和（基番組のキャスター）の大阪局女子アナウンサー3人がクイズを交えながらトークバトルをする。

あほすき!夏の芸人祭り〜俺らホンマにおもろいねんSP〜
- 放送日時：2011年8月21日17:15-18:00
- 内容：
  - 2011年8月8日に公開で収録、あほすき男性レギュラー芸人が総出演した。ゲストにココア男。を迎え、鎌刈と荒木アナがMCを、もっキラーズ☆が前説を担当した。

クイズ!留学生ラブ＆ショック
- 放送日時：2013年8月20日深夜24:10-24:40（21日0:10-0:40）
- 内容:
  - 週末への移転後初となるスピンオフ特番で、関西在住の外人留学生が、日本文化などについてのクイズに挑戦するというもの

夜もすきやねん!
- 放送日時
  - 第1夜　2015年8月24日1:25-1:50（23日深夜25:25-25:50）
  - 第2夜　2015年8月28日1:00-1:25（27日深夜25:00-25:25）
  - 第3夜　2015年8月29日2:50-3:15（28日深夜26:50-27:15）

- 2015年度上半期に放送された内容の中から、それぞれテーマを決めて総集編を放送した。第1夜では銀シャリ・鰻のロケーションを中心に、第2夜は関西ジャニーズによる「教科書探求団」、第3夜はスポーツドキュメンタリーと生中継の模様を抜粋して紹介した。

## 祝日増刊号
本来、この番組は祝日には休止となるが、視聴者サービスの一環として、祝日にも臨時放送されることがある。放送時間が変則であることと、ローカルニュースや気象情報がない以外はほぼ通常通りの内容。
- 2008年5月5日（月） 17:30-18:45（18:00-18:10に全国ニュースを内包）
- 2008年5月6日（火） 18:10-18:45
- 2008年11月3日（月） 17:30-18:45（18:00-18:10に全国ニュースを内包）
これも「関西ウィーク」の一環。